# Hans Baltruschat
Hans Baltruschat (* 23. November 1921 in Leibgarten, Ostpreußen; † 21. September 1984 in Berlin) war ein deutscher Politiker (SPD).
Baltruschat machte eine Lehre als Zimmermann, den er anschließend auch im Beruf ausübte. Im Zweiten Weltkrieg diente er von 1941 bis 1945 in der Kriegsmarine, bis er in die Kriegsgefangenschaft geriet.
Nach seiner Entlassung 1946 trat Baltruschat der SPD bei. 1950 machte er seine Meisterprüfung und wurde Geschäftsführer einer Holzbaugesellschaft. 1952 rückte er in die Bezirksverordnetenversammlung von Berlin-Kreuzberg nach. Bereits zwei Jahre später wurde er in das Abgeordnetenhaus von Berlin gewählt, dem er bis zu seiner Wahl als Bezirksstadtrat von Kreuzberg 1965 angehörte. Für zehn Jahre war Baltruschat Baustadtrat, um anschließend von 1975 bis 1979 erneut als Bezirksverordneter tätig zu sein.